# Гемскерк
Гемскерк — остров в составе архипелага Новая Земля. Относится к территории городского округа Новая Земля Архангельской области России.
Расположен в южной части бухты Мурманца Карского моря, у восточного побережья острова Северный.
Назван в августе 1596 года голландской исследовательской экспедицией в честь командира судна Якова Гемскерка.
Остров является постоянным местом лежбища моржей. Здесь также отмечено гнездование большого поморника.